# مارك موريسون
مارك موريسون هو لاعب هوكي الجليد كندي، ولد في 11 مارس 1963 في ديلتا في كندا.

## وصلات خارجية
- مارك موريسون على موقع دوري الهوكي الوطني (الإنجليزية)
- مارك موريسون على موقع EliteProspects.com (الإنجليزية)
- مارك موريسون على موقع HockeyDB.com (الإنجليزية)
- مارك موريسون على موقع Hockey-Reference.com (الإنجليزية)